# Mike Ezuruonye
Vous pouvez aider à l'améliorer ou bien discuter des problèmes sur sa page de discussion.
- Il ne cite pas suffisamment ses sources. Vous pouvez indiquer les passages à sourcer avec {{référence nécessaire}} ou {{Référence souhaitée}}, et inclure les références utiles en les liant aux notes de bas de page. (Marqué depuis avril 2024)
- Son contenu est rédigé entièrement ou presque à partir d'une seule source. N'hésitez pas à modifier cet article pour améliorer sa vérifiabilité en apportant de nouvelles références dans des notes de bas de page. (Marqué depuis avril 2024)
- Certaines informations devraient être mieux reliées aux sources mentionnées dans la bibliographie ou les liens externes. Améliorez sa vérifiabilité en les associant par des références. (Marqué depuis avril 2024)

- Archive Wikiwix
- Bing
- Cairn
- DuckDuckGo
- E. Universalis
- Gallica
- Google
- G. Books
- G. News
- G. Scholar
- Persée
- Qwant
- (zh) Baidu
- (ru) Yandex
- (wd) trouver des œuvres sur Wikidata

Mike Ezuruonze, né 21 septembre 1981 à Lagos, État d'Anambra au Nigeria est un acteur nigérian

## Biographie

### Jeunesse et Carrière
Mike est originaire d'Uzoakoli dans l'État d'Abia, au Nigéria. Il est né le 21 septembre 1982 à Lagos. Il a fréquenté le Collège fédéral du gouvernement, Wukari, Taraba et l'école de l'archevêque Aggey Memorial, Lagos avant d'étudier la comptabilité à l'université Nnamdi-Azikiwe. Il a travaillé comme banquier avant de devenir acteur. Il a figuré dans plusieurs films de Nollywood. Il a été nommé pour le meilleur acteur dans un rôle principal pour sa performance dans le film The Assassin aux Africa Movie Academy Awards en 2009, et une nomination pour le Meilleur acteur en Africa Magic Viewers Choice Awards

### Vie privée
Il est marié à Nkechi Nnorom et a un fils nommé Reynold Nkembuchim Ezuruonye. Il a une sœur cadette, Chichi, qui est médecin au Royaume-Uni.

## Filmographie
- Endless Passion (2005)
- Broken Marriage
- Beyond Reason
- Critical Decision
- Unforeseen (2005)
- Occultic Kingdom
- Desire (2008)
- Ropes of Fate (2010)
- Keep Me Alive (2008)
- Unforgivable (2014)